# Долихориза кавказская
Долихориза кавказская (лат. Dolichorrhiza caucasica) — травянистое многолетние растение, вид семейства Сложноцветные (Asteraceae). Раньше относилось к роду Бузульник (Ligularia), и называлось Бузульник кавказский, но в 1970 Галушко, А. И. выделил подрод Dolichorrhiza в отдельный род.

## Ботаническое описание
Травянистый многолетник.
Корневище косое, ползучее, до 10 см длиной, с немногими ветвями у основания, голое, обычно 5–6 см толщиной, к верхушке утончающееся, несущее на узлах по одному чешуевидному листу и пучок придаточных корней, образующее чаще один цветущий стебель, реже 2—3 и несколько листовых розеток и тогда более утолщённое (до 1 см).
Стебель прямой, крепкий, бороздчатый, 23–85 см высотой, в нижней части 2–5 мм толщиной, облиственный, от середины или выше неравномерно и негусто бело-паутинисто опушённый и обычно густо паутинистый под корзинкой.

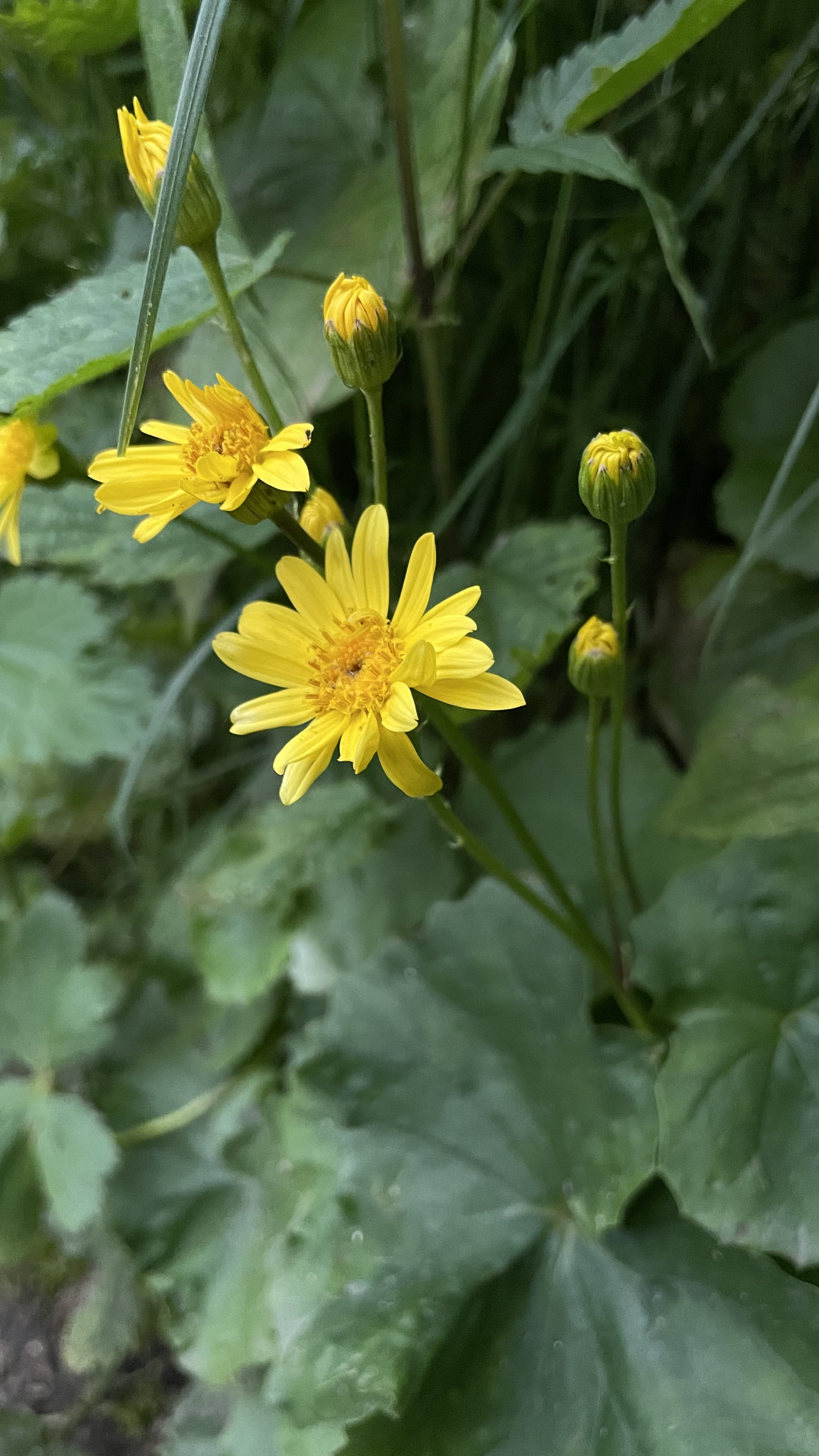
Цветущие корзинки

Листья более плотные, чем у долихоризы почковидной, голые или снизу по жилкам и по краю усаженные толстоватыми волосками, выемчато-зубчатые; зубцы обычно мелкие, треугольные, с мозолистым остроконечием; прикорневой лист обычно один (редко их 2), с сильно вытянутой по ширине почковидной пластинкой, 2–3,5 см длиной и 5–9 см шириной, с глубоко выемчатым основанием, округлой верхушкой и крупными закруглёнными лопастями основания, снабжённый длинным, в (3)4-8 раз длиннее пластинки, тонким черешком; стеблевые л. в числе (2)3-6, нижние из них обычно крупнее прикорневого, тоже почковидные, но менее вытянутые по ширине и на более коротких черешках, выше расположенные, кверху уменьшающиеся в размерах, б. ч. копьевидные и на коротких черешках, самые верхние почти сидячие, иногда ланцетовидные; чрш. нижних листьев обычно голые и рассеянно коротковолосистые, с нешироким влагалищем, верхние — обычно более густо усажены короткими волосками с примесью паутинистых и обычно у основания с 2 ушками, нередко крупными (до 3 см дл.), изредка чрш. всех стеблевых л. с ушками (var. auriculata Somm. et Lev. в Тр. СПб. бот. сада, XVI (1900) 241).
Общее соцветие из одной, реже 2–6 корзинок, собранных щитковидно, цветоносы 3,5–11(13) см дл., у основания с ланцетовидным небольшим листом и выше его с 1–3(4) расставленными, совсем мелкими, часто шиловидными листьями; корзинки вместе с язычковыми цветками (3,5)4–7 см в поперечнике, с чашевидной многолистной (из 18–22 листочков) обёрткой, у основания которой расположены 3–5 узких шиловидных листочков, часто лишь немного более коротких, чем лч. обёртки; последние по форме не резко различающиеся между собой, узко-ланцетовидные или ланцетовидные, длиннозаострённые, с перепончатым краем с одной или обеих сторон, по краю реснитчатые, на верхушке пушистые, на спинке голые или негусто паутинистые; язычковых цветков 15—17, с линейным или узкоэллиптическим, шафранно-жёлтым язычком 1,5–3 см дл., с 7—10 жилками и трубкой около 5 мм дл.; цв. диска многочисленные, с венчиком 9–11 мм дл., с узкой колокольчато-трубчатой верхней частью, такой же по длине, как и нижняя; плн., а также форма придатков ветвей столбика и опушение последних как у L. renifolia; смк. 4—6 мм дл., светлые, буровато-жёлтые, ребристо-бороздчатые. с белым хохолком, равным или едва длиннее семянки.
Описан из Грузии. Тип в Ленинграде.
Цветение в июле–августе, плодоношение со второй половины августа.

## Ареал
На альпийских и субальпийских лугах, а также в субальпийских березняках, особенно в расщелинах скал и в их тени и у ручьёв.
Эндемик Кавказа: Предкавказье, Главный Кавказский хребет, Зап.-Закавк., Вост.-Закавк. (север и рн. Кубы), Южн.-Закавк. (у оз. Севан).